# Seorim-dong
Serim-dong (koreanska: 서림동) är en stadsdel i Sydkoreas huvudstad Seoul. Den ligger i stadsdistriktet Gwanak-gu i den sydvästra delen av staden.